# 克林·艾立克
克林·艾立克（英語：Clint Ehrlich）是美國外交政策分析家、律師。前莫斯科國立國際關係學院訪問研究員。
他過去曾經營一個立場親川普的事實查核網站「FactCheck.net」，主要針對川普涉嫌通俄的指控進行反駁。
自2022年俄烏衝突以來，他幾度作為俄羅斯政策專家接受福斯新聞《塔克·卡森今夜秀》採訪。

## 外部連結
- 克林·艾立克的X（前Twitter） （英文）
- 克林·艾立克在互联网电影资料库（IMDb）上的資料（英文）